# Bunce

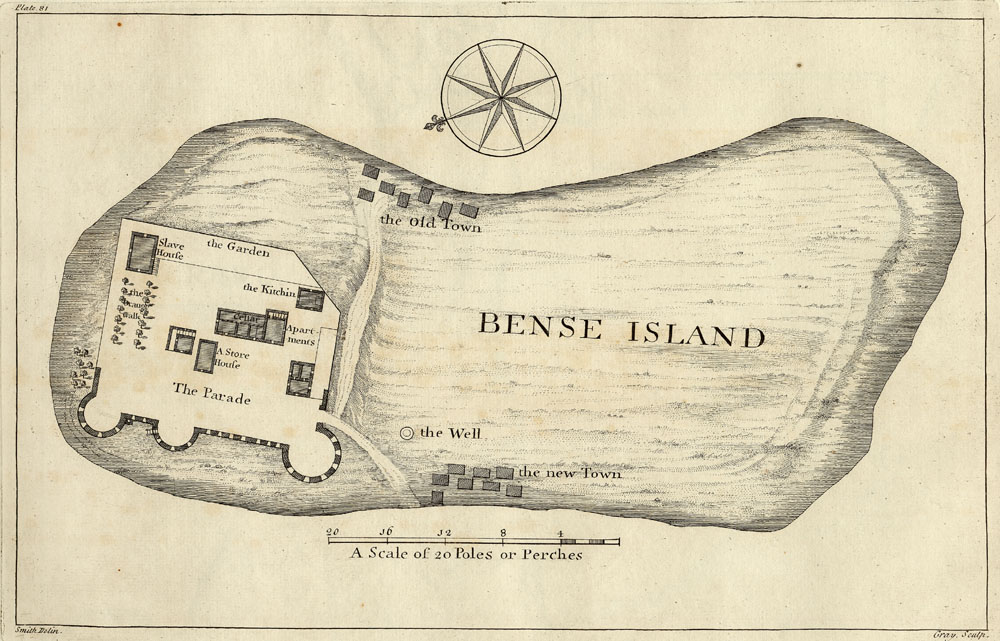
Pla de l'illa de Bunce (cap al 1727).

Bunce (antigament anomenada Bence, Bense o Bance) és una illa a Sierra Leone a la badia de Freetown (Freetown Harbour o Riu de Sierra Leone), formada pel riu Rokel i Port Loko Creek, oberta a l'oceà Atlàntic. És un dels llocs de memòria del tràfic negrer dels esclaus a Àfrica, tals com l'illa de Gorée (Senegal), el castell d'Elmina o el fort de Cape Coast (Ghana). La seva situació, al fons d'una badia profunda, és excepcional per una plataforma esclavista. Aquestes eren habitualment terminals costaners.
Aquesta illeta de 503×106 m, ben protegida, se situa a una trentena de quilòmetres a l'est de la ciutat de Freetown, aquesta mateixa essent a la desembocadura de la badia. Al cap nord de l'illa, al mig d'una vegetació luxuriant, emergent les ruïnes del fort.

## L'important dipòsit d'esclaus
El fort de Bunce és construït a partir de 1672, per The Gambia Adventurers, posteriorment per la Royal African Company, al mateix moment que els forts de les illes Sherbro i Tasso a Sierra Leone. Passa en les mans de venedors afro-portuguesos, dirigits per Jose Lopez da Moura el 1727, i després el 1750 entre aquelles de Grant, Sargent i Oswald, negociants d'esclaus per a la Carolina del Sud, i de John i Alexander Anderson. L'apogeu de l'activitat negrera a l'illa, correspon a aquest darrer període.
Els edificis de l'illa han estat reconstruïts al curs del segle XVIII.
El fort de Bunce, a la « Costa de l'arròs», és el lloc on l'onada d'esclaus capturats al rerepaís és venuda pels negrers vivint en l'enclavament de llibertat de Freetown. Aquests esclaus, comprats als ports de Charleston (Carolina del Sud), i de Savannah (Geòrgia) i seguidament enviats des d'allà en les grans plantacions d'arros americanes, han constituït la comunitat afroamericana dels Gullah, encara existent avui.
La treta d'esclaus s'hi perllonga fins al Slave Trade Act britànic de 1807, i finalment l'illa s'abandona cap al 1840.

## Recerques recents
L'antropòleg americà Joseph Opala ha emprès recerques sobre Bunce i les poblacions Gullah en els anys 1970. És, entre d'altres, el director de la Bunce Island Coalition, una associació d'objectiu no-lucratiu per a la preservació del lloc i la creació, a Freetown, d'un museu sobre l'esclavatge. També ha realitzat una reconstitució virtual en 3D del fort i del camp de trànsit dels esclaus.
De més, l'historiador David Hancock ha descrit la vida de la Grant, Oswald & Company l'any 1995, i l'arqueòloga Christopher DeCorse ha efectuat un inventari complet de les ruïnes de l'illa de Bunce en un report per al govern de Sierra Leone l'any 2007.
L'illa és, des de la fi de la Guerra Civil l'any 2002, un lloc de visita i de pelegrinatge per nombrosos afroamericans.